# Ministero dell'interno (Danimarca)
Il Ministero dell'interno (in danese: Indenrigsministeriet) è stato un ministero del governo danese che sovrintendeva all'amministrazione territoriale e organizzava i processi elettorali del paese.
Nel novembre 2001 il Ministero è stato accorpato con il Ministero della salute, creando il Ministero dell'interno e della salute.